# 峆一药业
安徽峆一药业股份有限公司（英語：Anhui Heryi Pharmaceutical Co.,Ltd.；北交所：430478，简称：峆一药业），是中国北京证券交易所的一家上市公司，主要从事高级医药中间体、原料药及相关产品的研发、生产与销售。
公司前身为天长市禾益化学药品有限公司，成立于2007年，由董来山、胡兵、董来高、易星及夏军共同出资组建。2013年整体变更为股份公司，更名为安徽禾益化学股份有限公司。2014年1月9日，在全国中小企业股份转让系统挂牌。2016年5月，公司名称变更为安徽峆一药业股份有限公司。2023年02月23日，在北京证券交易所上市。
2022年，公司实现营业收入2.59亿元，同比增长23.88%；实现净利润5644.22万元，同比增长69.39%。